# Sarah Guppy

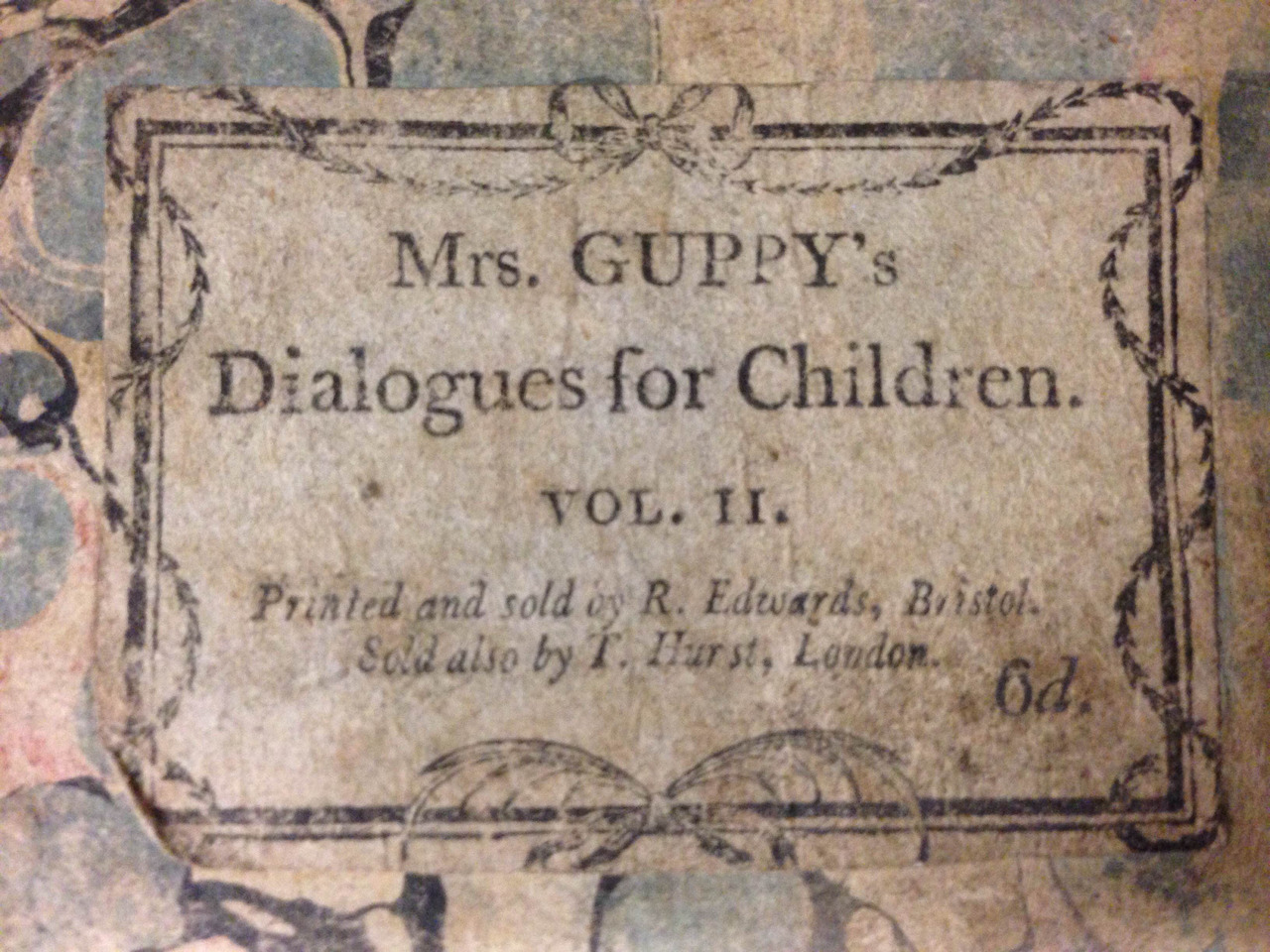
Titelblatt ihres Buches Mrs. Guppy's Dialogues for Children

Sarah Maria Guppy, geborene Beach (* 5. November 1770 in Birmingham; † 24. August 1852 in Clifton, Bristol) war eine britische Erfinderin.

## Leben und Leistungen
Sarah Guppy stammte aus einer mit Zuckerhandel in der Karibik wohlhabend gewordenen Familie in Birmingham. Ihre Eltern waren Richard und Mary Beach. Ab 1795 war sie mit dem ebenfalls wohlhabenden Kaufmann Samuel Guppy aus Bristol verheiratet. Das Paar nahm eine herausragende soziale Stellung in Bristol ein. Aus der Ehe gingen sechs Kinder hervor, darunter der Ingenieur Thomas Richard Guppy (1797–1882), der Assistent von Isambard Kingdom Brunel war (später war er leitender Ingenieur bei der Great Western Steamship Company, in der Brunel Berater war).
Nach dem Tod ihres Ehemanns (1830) heiratete sie 1837 mit 67 Jahren den rund 30 Jahre jüngeren Richard Eyre-Coote, der ihr Vermögen u. a. mit Pferdewetten durchbrachte. Ihr altes Haus in Arnos Court im Stadtteil Brislington ist heute ein Hotel. Sie musste es verkaufen und zog nach Richmond Hill in Bristol (Clifton), wo eine Plakette an sie erinnert (das Grundstück gegenüber hinterließ sie der Stadt als Park). Ihr Mann starb ein Jahr nach ihr und hinterließ nur noch ein Vermögen von 200 Pfund.

### Berufliche Tätigkeit
Als Erfinderin patentierte sie eine Pfahl-Verankerung für Hängebrücken und erlaubte den ersten Erbauern von Hängebrücken, Thomas Telford (Menai Suspension Bridge, eröffnet 1826) und Isambard Kingdom Brunel (Clifton Suspension Bridge, Baubeginn 1836, Fertigstellung mit langen Unterbrechungen 1864) diese unentgeltlich zu verwenden. Das Patent für Hängebrücken von 1811 war ihr erstes von 10 Patenten, ihr letztes Patent erhielt sie 1844. Sie entwarf sogar selbst eine Hängebrücke über den Avon bei Bristol und übergab ihre Pläne Brunel, der zu dieser Zeit gerade die Clifton Bridge plante. In Ingenieurskreisen waren die Patente nicht unter ihrem Namen bekannt, sondern dem der Guppy Familie (als Frau konnte sie selbst kein Patente anmelden, sondern musste ihren Mann dafür benutzen).
Eine von ihr erfundene Methode, Schiffsrümpfe so zu bauen, dass sich keine Seepocken anlagerten, verschaffte ihr beziehungsweise ihrer Familie einen Auftrag der britischen Admiralität im Wert von 40.000 Pfund. Im Allgemeinen verfolgte sie aber nicht das Ziel, mit den Patenten Geld zu verdienen.
Sie hatte gute Kontakte zum Erbauer der Great Western Railway Isambard Kingdom Brunel und empfahl die Befestigung der Eisenbahndämme gegen Erosion und Böschungsrutsche durch das Pflanzen von Pappeln und Weiden. Eine weitere Erfindung war eine Art Samowar für Tee, in dem man im Dampf Eier kochen und in einer Nische den Toast warm halten konnte. Sie erfand eine Methode, hölzerne Boote und Schiffe abzudichten, einen Kerzenhalter, der die Lebensdauer der Kerzen verlängerte, einen Vorläufer der Dunstabzugshaube und ein Bett, das gleichzeitig Fitness-Vorrichtungen enthielt. Sie schrieb auch Kinderbücher (Dialogues for Children).

## Auszeichnungen
Zur 200-Jahr-Feier der Geburt von Brunel wurde in Bristol ein Theaterstück über Sarah Guppy mit dem Titel An Audience With Sarah Guppy, von Sheila Hannon, aufgeführt.